# Charles Philipon
Pour les personnes ayant le même patronyme ou un patronyme proche, voir Philippon.
Charles Philipon, né le 19 avril 1800 à Lyon et mort le 26 janvier 1862 à Paris, est un dessinateur, lithographe et journaliste français, cofondateur de la maison d’édition Aubert, de La Caricature, du Charivari et du Journal pour rire.

« C’est l’histoire de notre temps, écrite et burinée à notre manière »

— Charles Philipon, La Caricature, no 251, 27 aout 1835.

## Les prémices
Charles Philipon est issu d’une famille de petite bourgeoisie lyonnaise. Son père, Étienne Philipon (1767-1828), chapelier, puis fabricant et marchand de papier peints, n’avait eu qu’un enfant d’un premier mariage. De son second mariage avec Fleurie Lisfranc de Saint-Martin (1769-1830), il eut six enfants, dont l’ainé fut Charles. 
Après des études incomplètes à Lyon et Villefranche, Charles apprend le dessin à l’École des beaux-arts de Lyon, avant de monter, en 1819 à Paris où il entre pour un an dans l’atelier du peintre Antoine Gros, où il eut pour condisciples Decamps et Bonington. Pendant son année passée sous la direction de Gros, il s’occupa beaucoup moins d’étudier la peinture que de faire des caricatures. En 1821, à la demande de son père qui le destine au commerce, il revient à Lyon et s’occupe durant trois ans de dessin de fabrique. Si cette activité ne paraît guère lui convenir, elle laissera des traces dans ses travaux ultérieurs. En 1824, dans un contexte économique et social tendu, il participe, lors du carnaval de Lyon, à une parade festive jugée séditieuse ; arrêté, il sera finalement acquitté, faute de charges.
En 1823, il quitte définitivement Lyon pour Paris où il renoue avec ses anciens amis de l’atelier de Gros. L’un d’eux, Charlet, artiste reconnu, le prend sous son aile et l’initie à la lithographie, dont la technique se répand en France dans les années 1820. Philipon trouve à s’employer comme artiste lithographe et dessine des étiquettes, des rébus, des vignettes, des éventails, des aquarelles, des planches pour les imagiers et les journaux de mode. Il fait preuve d’invention en appliquant la lithographie aux devants de cheminée. C’est vers cette époque qu’il dessina l’Histoire de Polichinelle enfant prodigue, l’Histoire de Touche-à-tout, le mauvais sujet et un grand nombre d’autres histoires à deux sous. Il se lie avec des écrivains libéraux et satiriques de l’époque, fréquente l’atelier de Grandville (1827), s’associe deux ans plus tard à la création du journal La Silhouette (1829) auquel il collabore comme rédacteur et dessinateur.
Son apport financier à cette entreprise est modeste. Sur le plan éditorial, sa contribution semble avoir porté principalement sur l’organisation de la partie lithographique, qui faisait l’originalité de ce journal, où une même importance était accordée au texte et à l’illustration. Si La Silhouette n’avait pas de ligne politique bien définie, elle devint de plus en plus offensive à l’approche de juillet 1830. C’est dans ce journal que Philipon publie, le 1er avril 1830, sa première caricature politique, « Charles X en jésuite ».
Il fait venir à Paris son beau-frère, Gabriel Aubert, ancien notaire avec lequel il s’associe pour créer, le 15 décembre 1829, la maison d’édition Aubert, une boutique d’estampes située à Paris, passage Véro-Dodat, et qui allait devenir dans les années suivantes une « place de guerre imprenable ».

## Naissance d’une entreprise

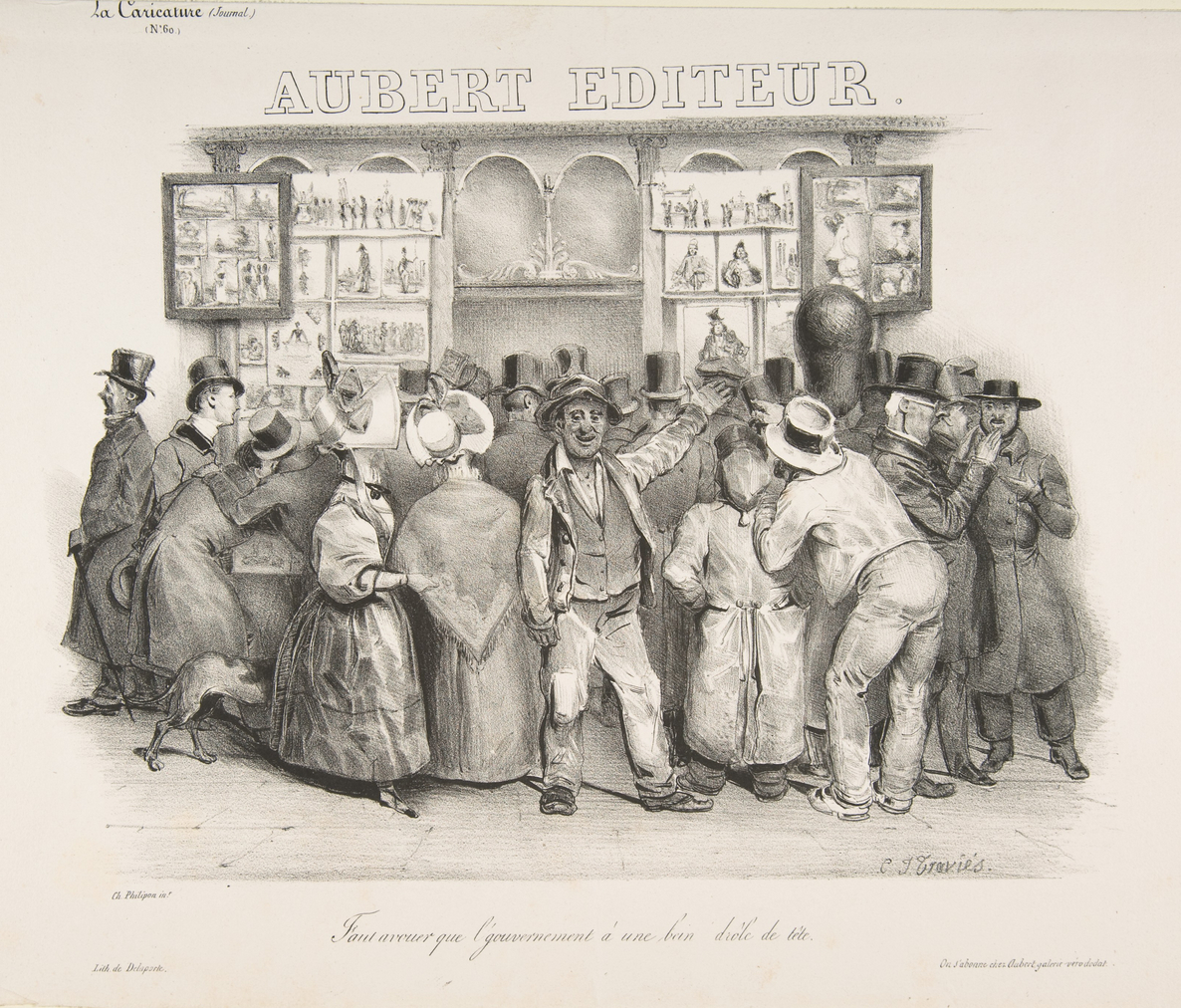
La Maison Aubert (1831).

Après la révolution de Juillet 1830, Philipon fait paraître, le 4 novembre de cette même année, un hebdomadaire illustré sous le titre La Caricature morale, religieuse, littéraire et scénique. Vendu uniquement par abonnement, cet hebdomadaire d’images qui, après avoir d’abord été un recueil enjoué se moquant plaisamment des vices et des ridicules du moment, devint un véritable pamphlet contre les hommes au pouvoir, comportait quatre pages de texte et deux de lithographie dans un format plus grand que La Silhouette. Associé à Philipon dans la création du journal, Honoré de Balzac en rédigea le prospectus et y donna sous divers pseudonymes une trentaine d’articles jusqu’en février 1832, ainsi que l’essai Petites Misères de la vie conjugale en 1830. Le journal est d’abord conçu comme une revue illustrée élégante, aux dessins soignés, imprimée sur papier vélin. Les lithographies sont imprimées sur des feuilles séparées du texte et détachables. Dans un premier temps, La Caricature adopte une attitude non politique avant de se transformer, au printemps 1832, en organe d’opposition au régime de la monarchie de Juillet.

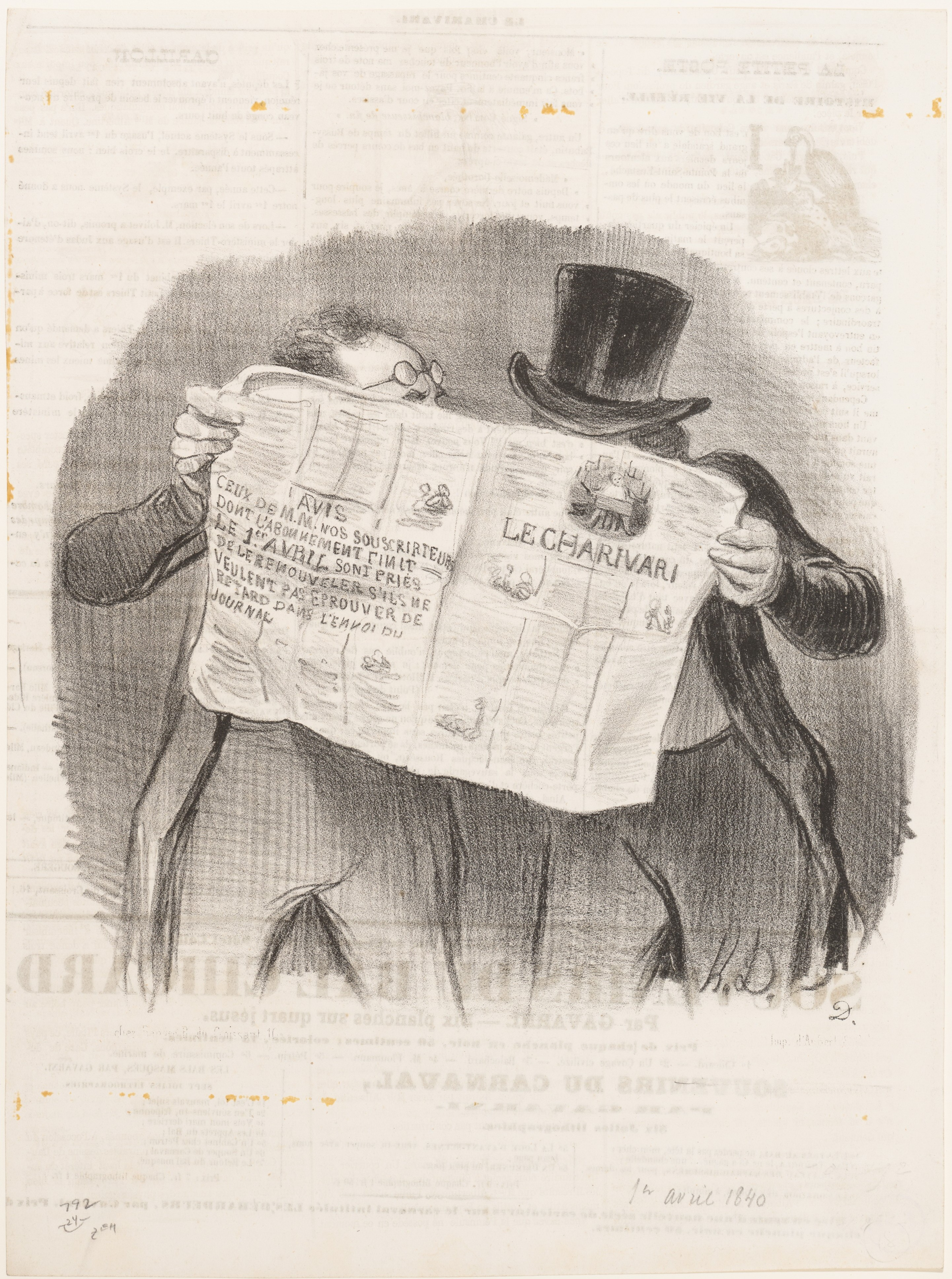
Le Charivari par Daumier, en 1840.

Le 1er décembre 1832, Philipon publie Le Charivari, un quotidien illustré comprenant quatre pages dans un format plus petit que La Caricature. Plus varié et plus « populaire » que son aîné, il ne se limite pas à la caricature politique. Le Charivari se veut, selon le prospectus, un « panorama complet où se reproduisent incessamment, par le crayon et par la plume, tous les aspects divers de ce monde kaléidoscopique où nous vivons ». Les lithographies y sont de moindre qualité que dans La Caricature, mais mieux intégrées au texte. Par la suite, la présentation du Charivari connaîtra d’importants changements.
Propriétaire de ces deux journaux, Philipon en a la maîtrise entière, tant pour la partie administrative et matérielle que pour la partie rédactionnelle et artistique. Il choisit ses collaborateurs, s’occupe du marché avec les fournisseurs ainsi que de la gestion financière. Dans un obituaire publié en 1862, Nadar le crédite d’une « prodigieuse lucidité dans les affaires » doublée d’une « inépuisable fécondité de moyens et d’invention ». Employeur de ses amis artistes, il définit avec eux les objectifs, suggère les sujets, coordonne texte et lithographie. Il n’hésite pas à demander des modifications pour éviter la censure. Afin d’assurer la cohérence éditoriale, la rédaction est réduite à une petite équipe de journalistes fortement dédiés (en février 1834, ils sont sept, Philipon inclus).
Les témoignages de ses contemporains soulignent le charisme de Philipon. Il fut « l’âme de l’entreprise ». Selon Champfleury, « il dirigeait les crayons d’un groupe nombreux, appelait à lui les jeunes gens, leur insufflait la flamme, donnait des idées à ceux qui n’en avaient pas ». S’il dessine peu lui-même, il met tout son enthousiasme dans les lithographies. Lorsque La Silhouette disparaît, début janvier 1831, il dispose d’un quasi-monopole sur ce marché. En 1836, un tiers des lithographies parues dans la capitale proviendront de la Maison Aubert. Cependant, l’entreprise a conservé son caractère familial ; outre son beau-frère, Gabriel Aubert, sa sœur surtout, Marie-Françoise Aubert, y contribua efficacement.

## Les années intenses (1830-1835)

### La campagne contre Louis-Philippe (1830-1832)

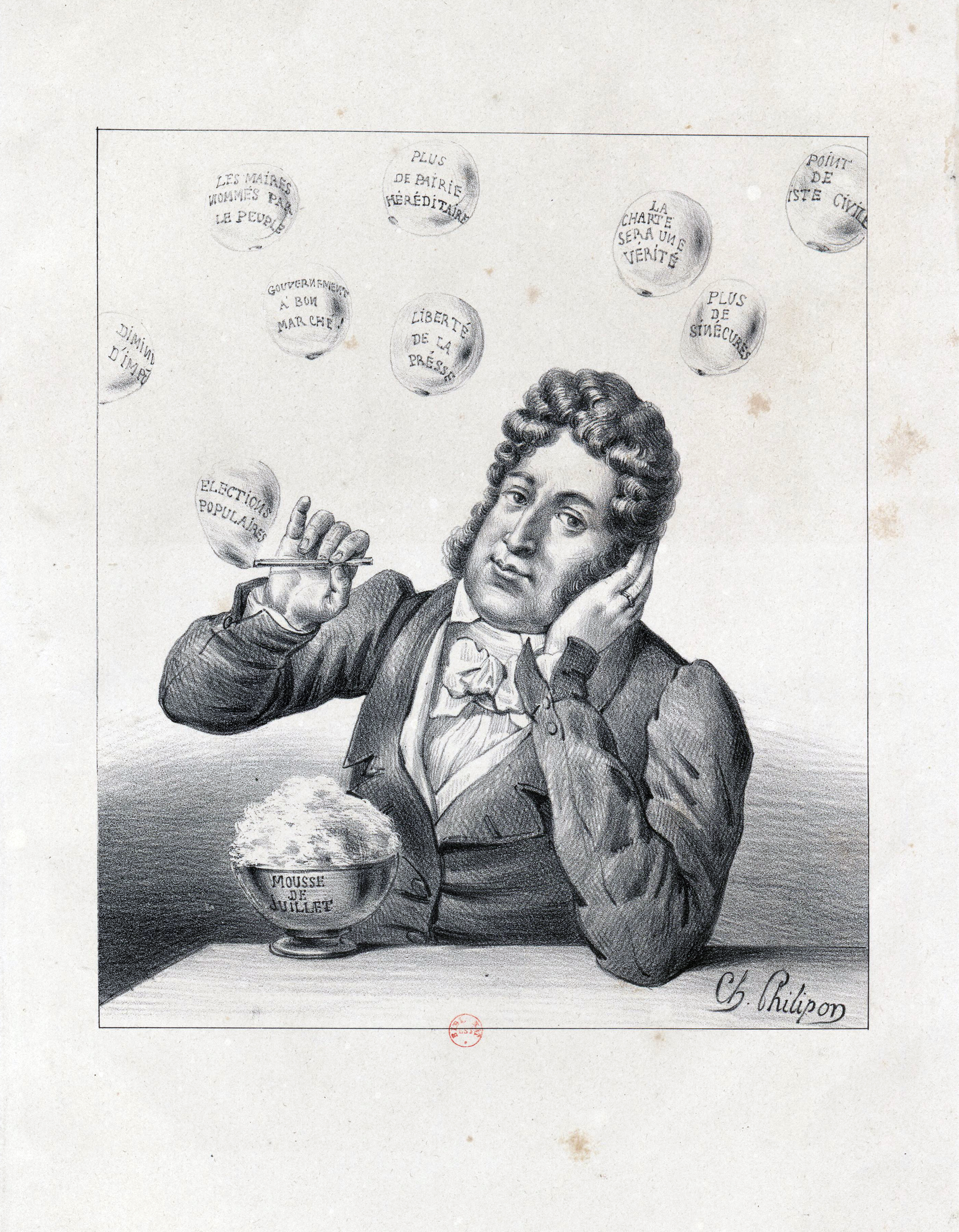
Les Bulles de savon (26 2 1831.)

À l’automne 1830, Philipon, à l’instar des partisans de la révolution de Juillet, attend beaucoup du nouveau régime. Les premiers numéros de La Caricature sont exempts de charges politiques. « Tout d’abord, les dessins se tinrent en dehors de la politique, se bornant à représenter des scènes populaires ou familières, s’attaquant accidentellement aux hommes et aux choses jetés bas par l’héroïque révolution de Juillet ». Rédacteur en chef et ami de Philipon, Balzac y contribua abondamment dans cette période, signant ses articles sous divers pseudonymes, comme c’était souvent le cas. On note la persistance d’un anticléricalisme déjà présent dans La Silhouette et qui se manifeste dans les textes comme dans les illustrations. Le souvenir de Napoléon reste encore vivace.
Fin décembre 1830 début 1831, le ton change. En janvier, une lithographie de Decamps, La liberté au poteau (La Caricature, 27 janvier 1831), en donne le signal. Attachée au « poteau d’infamie », Françoise Liberté, « née à Paris en 1790 », est condamnée « par arrêt de la cour prévôtale » […] « pour crime de révolte dans les journées des 27, 28, 29 juillet 1830 ». Cette « superbe planche » renvoie explicitement à la loi du 4 décembre 1830, qui rétablit le droit de timbre et le cautionnement pour les journaux. Elle sera suivie, en mars 1831, par une autre lithographie de Decamps, Liberté (Françoise Désirée) fille du peuple, née à Paris le 27 juillet 1830, où une fillette symbolisant la liberté est tenue en laisse par un groupe d’hommes qui tentent de la retenir (La Caricature, 3 mars 1831) ; ils représentent le parti de la « résistance », opposé aux réformes. Au premier plan, on reconnaît sans mal le « roi citoyen » ; le visage serein, il semble maîtriser la situation.
À partir de ce moment, la caricature se fait de plus en plus politique et la satire s’étend progressivement à l’ensemble des rubriques. Elle n’hésite plus à s’en prendre au roi et à ses ministres. Ce n’est pas la « Charte », maltraitée, mais la « charge » qui sera désormais une vérité. S’adressant plus tard à un ami, Philipon écrira : « L’âge d’or [du consensus] n’a pas duré longtemps ; tu verras, après une douzaine de numéros [de La Caricature], poindre la caricature politique, douce d’abord, peu agressive, et tu la verras revenir plus souvent, plus souvent encore, et plus vive, jusqu’à ce qu’elle occupe seule le journal et devienne impitoyable ».
Le 17 novembre 1831, dans un long supplément de La Caricature, Philipon énonce les principaux griefs contre le gouvernement. Outre les nouvelles lois sur la presse « aussi rigoureuses que sous Charles X » et qui mettent en péril son activité (en moins de deux ans, La Caricature aura sept procès et encourra quatre condamnations, sans compter les nombreuses saisies qui pénalisent son négoce), il dénonce la fin des institutions libérales, le non-respect de la Charte, l’affairisme, le lâchage de la Pologne, illustré par une lithographie de Grandville et Forest (« L’ordre règne à Varsovie », Aubert, 20 septembre 1831).
La désaffection vis-à-vis du régime s’exprime dans une caricature de Philipon publiée sous le titre Mousse de juillet par la Maison Aubert (26 février 1831). plus connue sous le nom les Bulles de savon, elle montre Louis-Philippe Ier soufflant négligemment sur les bulles où sont affichées les promesses non tenues : liberté de la presse, élections populaires, maires nommés par le peuple, plus de sinécures, etc. Poursuivi en justice pour offense au roi, Philipon sera finalement acquitté. Quelques mois plus tard, il récidive dans la Caricature du 30 juin 1831, avec une autre lithographie, intitulée le Replâtrage, représentant Louis-Philippe en maçon, effaçant symboliquement les traces de la révolution de Juillet ,, ce qui lui vaut de repasser devant la Cour d’assises.

### Procès et condamnation

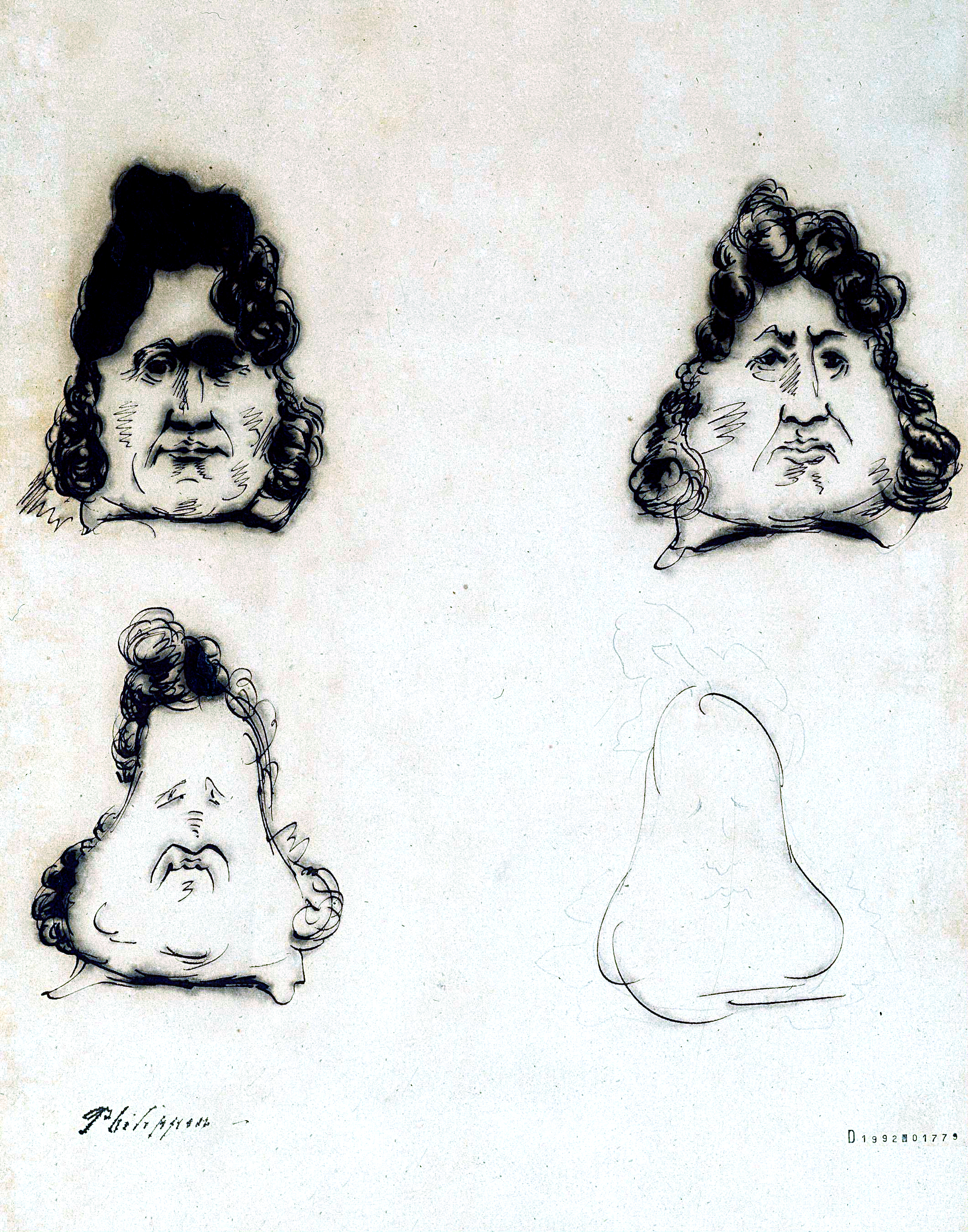
Louis-Philippe métamorphosé en poire. Croquis à l’encre et au crayon dessiné par Philipon en salle d’audience et publié, 10 jours plus tard, dans la Caricature du 24 11 1831.

Le « coup de théâtre » survient à l’audience du 14 novembre 1831 lorsque face aux juges, Philipon, persuadé d’être condamné, joue son va-tout et démontre dans une argumentation adroite que « tout peut ressembler au roi », et qu’il ne peut être tenu pour responsable de cette ressemblance. Et d’illustrer sa défense par la métamorphose de son portrait en poire. Ce sont les fameuses « croquades faites à l’audience du 14 novembre 1831 », reprises un peu plus tard à la demande de Philipon par Honoré Daumier qui ajoutera une quatrième figure, formant le dessin Les Poires. Le succès est immense : « Ce que j’avais prévu arriva. Le peuple saisi par une image moqueuse, une image simple de conception et très simple de forme, se mit à imiter cette image partout où il trouva le moyen de charbonner, barbouiller, de gratter une poire. Les poires couvrirent bientôt toutes les murailles de Paris et se répandirent sur tous les pans de murs de France ». Plus largement, l’événement constituait un hommage à l’art de la caricature qui transforme sa cible pour en révéler les traits essentiels.
Au-delà de la personne du roi, la « poire » symbolisait le régime et ses affidés. Elle fut reprise abondamment par les artistes travaillant avec Philipon, qualifié de « Juvénal de la caricature », parmi lesquels Daumier (Une énorme poire pendue par les hommes du peuple), Grandville (La naissance du Juste-Milieu), Traviès (M. Mahieux poiricide), Bouquet (la Poire et ses pépins). Un sommet sera atteint lorsque Philipon publiera le Projet du monument expia-poire à élever sur la place de la Révolution, précisément à la place où fut guillotiné Louis XVI (La Caricature, 7 juin 1832). Il sera taxé d’incitation au régicide.
À l’issue de son procès devant la cour d’assises, Philipon fut condamné pour « outrages à la personne du roi ». Arrêté le 12 janvier 1832, il dut purger six mois de prison et verser 2 000 francs d’amende, auxquels s’ajoutèrent sept mois liés à d’autres motifs de condamnation. Il fut transféré à Sainte-Pélagie.
Chateaubriand évoque le sujet dans ses Mémoires d’outre-tombe et publie une lettre que lui a envoyée Philipon, en date du 21 juin 1832 : « J’eus le bonheur de faire accorder une faveur toute semblable à celle dont je jouissais, la faveur de la geôle, à M. Ch. Philipon : condamné pour son talent à quelques mois de détention, il les passait dans une maison de santé à Chaillot ; appelé en témoignage à Paris dans un procès, il profita de l’occasion et ne retourna pas à son gîte ; mais il s’en repentit : dans le lieu où il se tenait caché, il ne pouvait plus voir à l’aise une enfant qu’il aimait ; il regrette sa prison, et, ne sachant comment y rentrer, il m’écrivit la lettre suivante pour me prier de négocier cette affaire avec mon hôte » :

« Monsieur, 

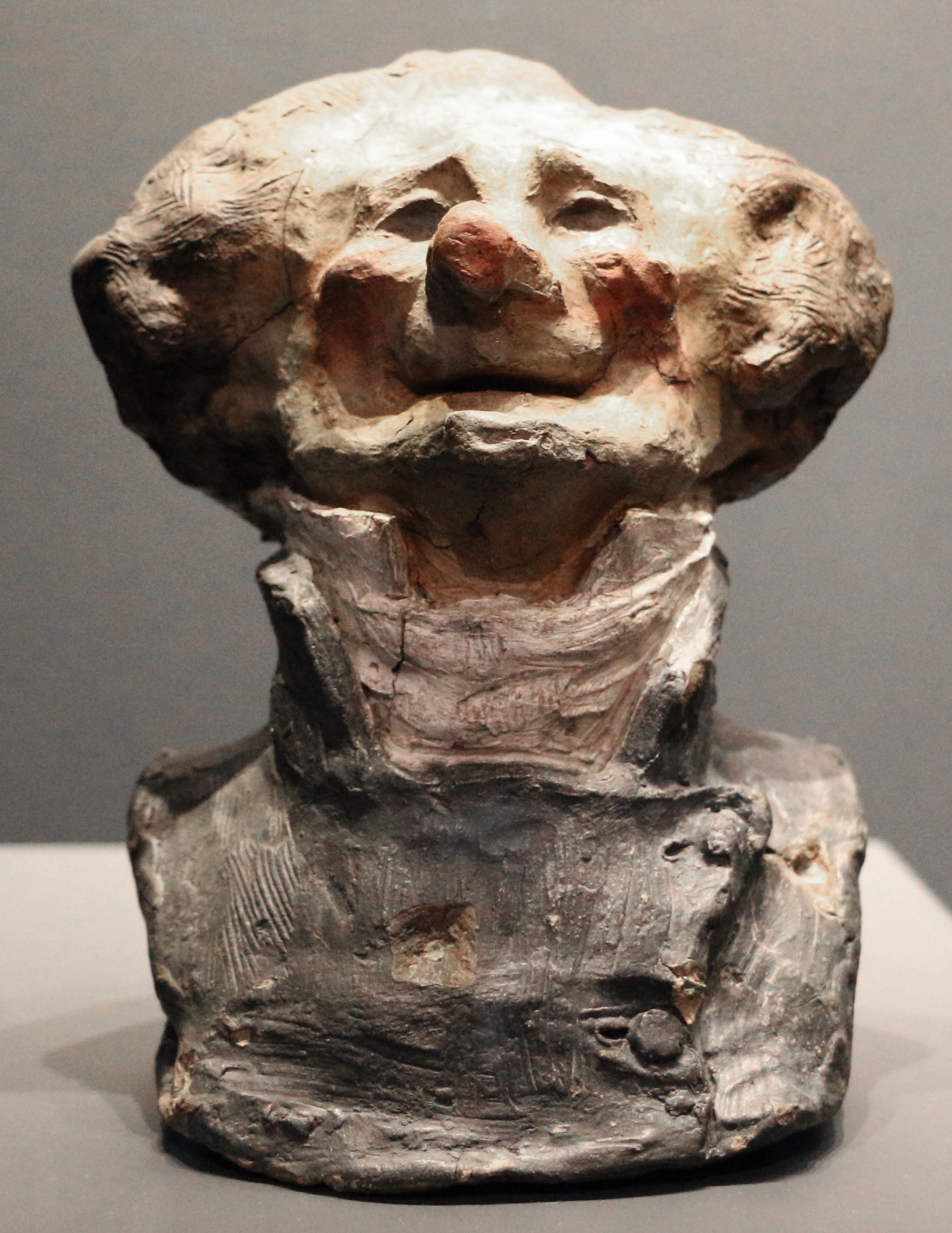
Buste-charge de Philipon réalisé entre 1832 et 1835 par Honoré Daumier pour la série des Célébrités du Juste milieu.

Vous êtes prisonnier et vous me comprendriez, ne fussiez-vous pas Chateaubriand… Je suis prisonnier aussi, prisonnier volontaire depuis la mise en état de siège, chez un ami, chez un pauvre artiste comme moi. J’ai voulu fuir la justice des conseils de guerre dont j’étais menacé par la saisie de mon journal du 9 courant. Mais, pour me cacher, il a fallu me priver des embrassements d’une enfant que j’idolâtre, d’une fille adoptive âgée de cinq ans, mon bonheur et ma joie. Cette privation est un supplice que je ne pourrais supporter plus longtemps, c’est la mort ! Je vais me trahir et ils me jetteront à Sainte-Pélagie, où je ne verrai ma pauvre enfant que rarement, s’ils le veulent encore, et à des heures données, où je tremblerai pour sa santé et où je mourrai d’inquiétude, si je ne la vois pas tous les jours.
Je m’adresse à vous, monsieur, à vous légitimiste, moi républicain de tout cœur, à vous homme grave et parlementaire, moi caricaturiste et partisan de la plus âcre personnalité politique, à vous de qui je ne suis nullement connu et qui êtes prisonnier comme moi, pour obtenir de M. le préfet de police qu’il me laisse rentrer dans la maison de santé où l’on m’avait transféré. Je m’engage sur l’honneur à me présenter à la justice toutes les fois que j’en serai requis, et je renonce à me soustraire à quelque tribunal que ce soit, si l’on veut me laisser avec ma pauvre enfant. […]. »

Chateaubriand lui obtient la faveur demandée. Philipon lui envoie alors une lettre de remerciements. Philipon entre alors à la maison de santé du Dr Pinel, où le régime est plus favorable.
La rupture définitive avec la monarchie de Juillet se produisit les 5 et 6 juin 1832, lors des funérailles du général Lamarque, qui se transformèrent en rébellion durement réprimée. Philipon venait juste de publier et signer le « Projet d’un monument expia-poire ». Craignant pour sa vie, il se cache dans Paris jusqu’à la fin de l’état de siège. Il retourne à Sainte-Pélagie le 5 septembre 1832 et sort définitivement de prison le 5 février 1833.
Par amertume d’un régime qui le « persécutait », et probablement aussi sous l’influence des contacts établis en prison, ses positions s’étaient affermies. Après avoir espéré un « libéralisme compatible avec une monarchie », il était devenu républicain à part entière. Mais avait-il jamais cessé de l’être ? Une proclamation de Philipon parue dans La Caricature (27 décembre 1832), véritable profession de foi, ne laisse planer aucun doute à ce sujet : « Nous le répétons, nous sommes ce que nous étions il y a douze ans, francs et purs républicains. Qui dit le contraire est un imposteur ; qui le dit derrière nous en termes ambigus est un lâche ».

### L’engagement républicain (1833-1835)

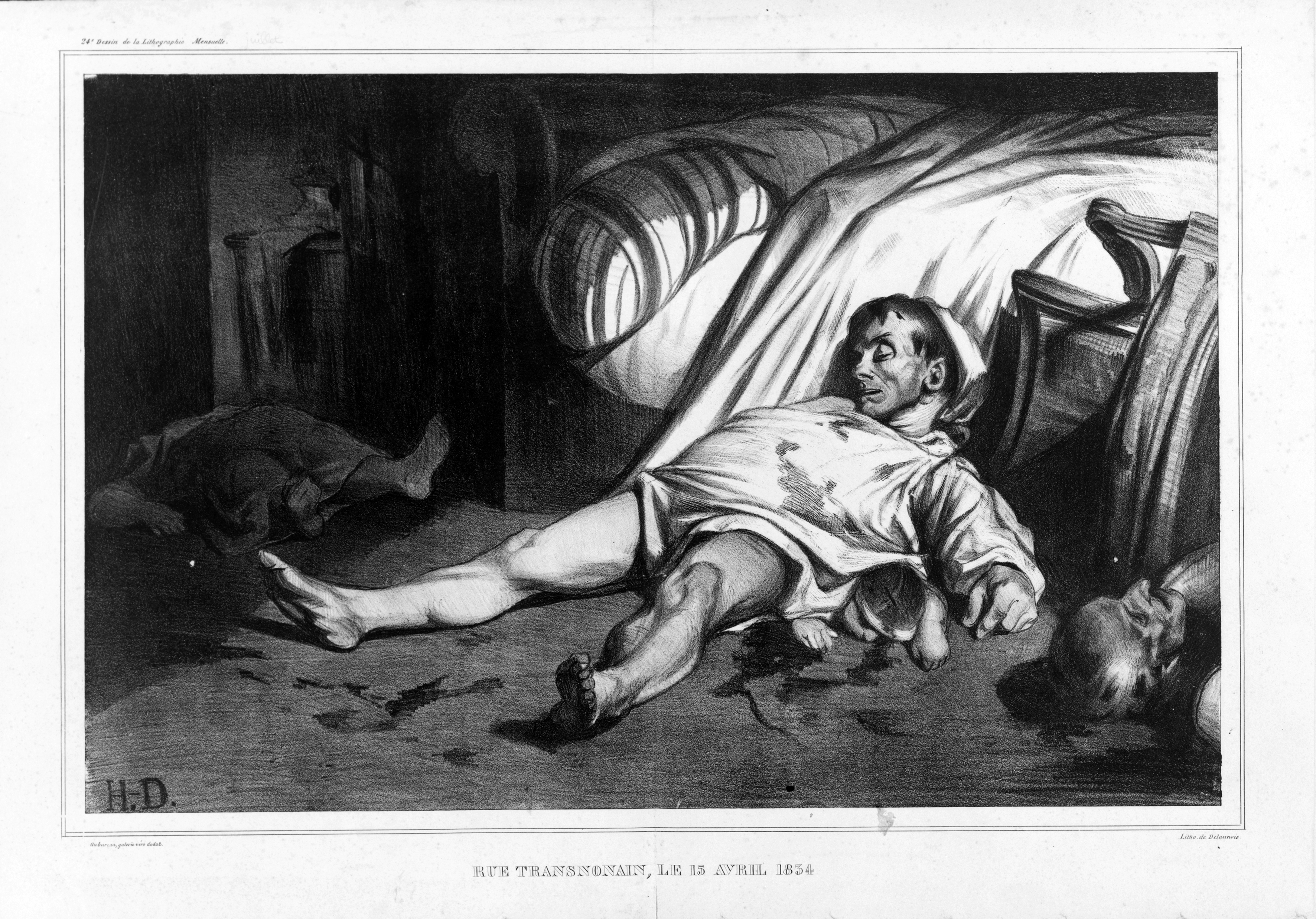
Le Massacre de la rue Transnonain (14 4 1834), vu par Honoré Daumier.

À l’époque de ses premières caricatures politiques, Philipon avait déjà noué des contacts avec les milieux républicains. Nombre des artistes qui gravitaient autour de lui étaient de conviction républicaine ou tout au moins sympathisants. De novembre 1831 à mars 1832, une liste de souscriptions est lancée auprès de La Caricature, et un deuxième appel est fait un an plus tard dans Le Charivari sans grand succès, la situation économique ne s’y prêtant guère. À partir de 1833, les liens se resserrent. Dans La Caricature du 11 avril de cette même année, Philipon publie Barbe bleue, blanche et rouge par Grandville et Desperet, une lithographie ouvertement militante. L’avènement de la république y est annoncé à la manière d’un conte de Perrault : « La presse, ma sœur, ne vois-tu rien venir ? » Tandis que Louis-Philippe, de dos (un subterfuge destiné à éviter la censure), s’apprête à poignarder la constitution, le héraut symbolisant la presse porte sur sa bannière le mot « République » et sur sa trompette Tribune et National, titres de deux journaux de l’opposition républicaine.
En 1834, ces liens se renforcent. Pour s’en tenir à quelques exemples, Le Charivari fait des appels de fonds en faveur de plusieurs associations républicaines. La même année, Philipon est parmi les fondateurs de la Revue républicaine (février 1834) dont il possède des parts. À l’Hôtel Colbert où sont installés les bureaux du Charivari, deux journaux républicains, Le National et Le Bon sens y ont également leur quartier. C’est là que s’établit Grégoire, le plus éminent imprimeur républicain de Paris, auxquels Aubert et Philipon sont associés en tant qu’actionnaires.

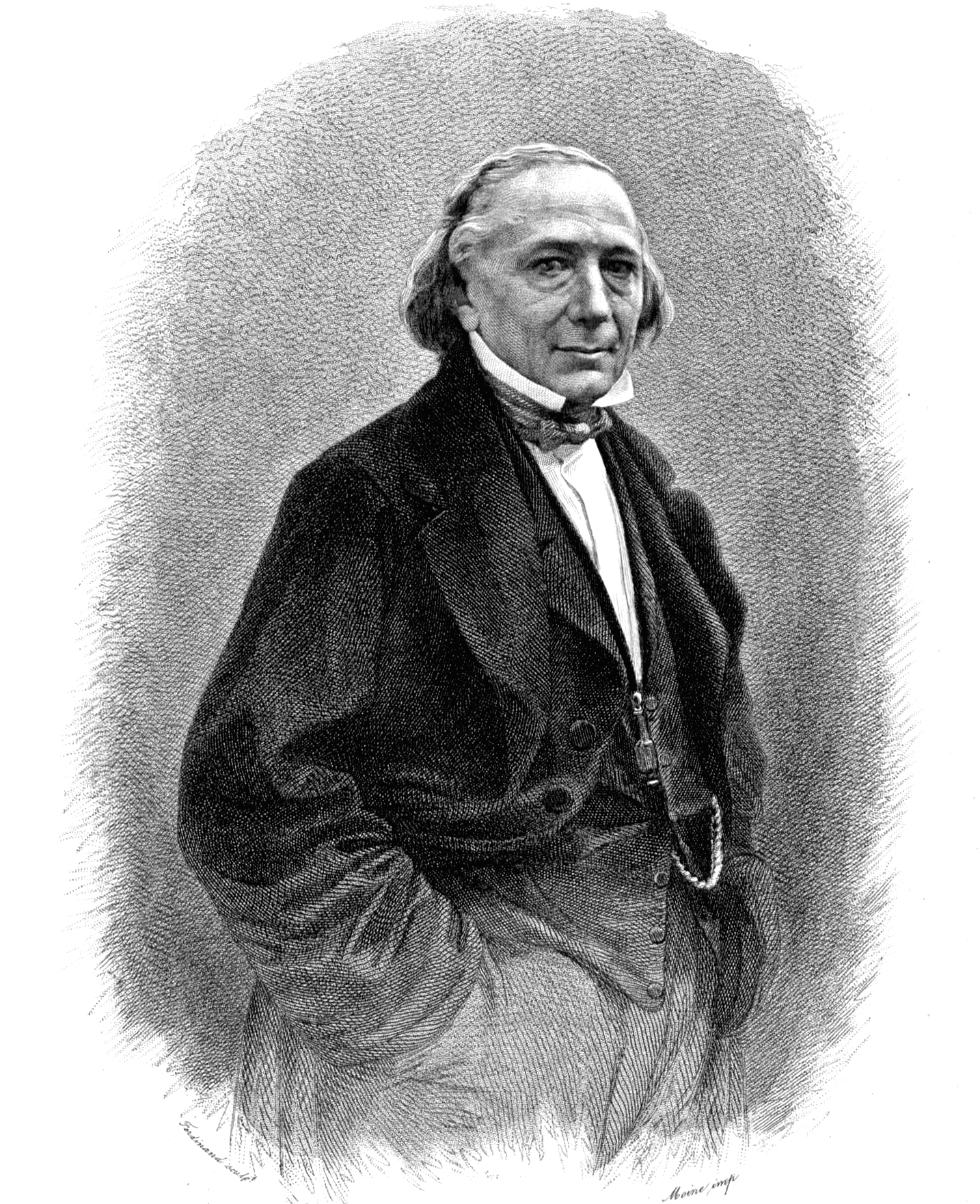
Philipon par Ferdinand.

Ces marques de solidarité se traduisent dans les lithographies où la figure du prolétaire est au centre de plusieurs caricatures : Aïe donc prolétaire ! par Roubaud (Le Charivari, 1er décembre 1833) et Ne vous y frottez pas ! de Daumier, publiée dans L’Association mensuelle (20 juin 1834), un supplément créé par Philipon visant à former, par souscription volontaire, une caisse de réserve. Dans cette lithographie, considérée par Philipon comme « un des meilleurs croquis politiques faits en France », un ouvrier typographe plein de force au premier plan défie au loin les frêles figures de Louis-Philippe et Charles X. Cependant, Philipon restera un républicain « patriote » dans la tradition de 1789, plus sensible aux libertés politiques qu’à la condition des masses laborieuses.
Son engagement ne se dément pas lors des insurrections durement réprimées de Lyon (9 avril) et de Paris (13 avril). Plusieurs lithographies en sortiront, dont Hercule vainqueur de Traviès (La Caricature, 1er mai 1834) et surtout Rue Transnonain de Daumier (L’Association mensuelle, 24 septembre 1834), qui se réfère au massacre par la troupe des habitants de cette rue, le 15 avril 1834. « Ce n’est point une caricature », commente Philipon, « ce n’est point une charge, c’est une page sanglante de notre histoire moderne, page tracée par une main vigoureuse et dictée par une vieille indignation:112 » (La Caricature, 2 octobre 1834).
Le 28 juillet 1835, l’attentat de Fieschi a des conséquences immédiates : arrestation d’Armand Carrel à l’hôtel Colbert, mise à sac des bureaux du Charivari ; un mandat d’arrêt est émis à l’encontre de Philipon et de Desnoyers qui préfèrent s’échapper et se cacher. La veille de l’attentat, Philipon avait publié le numéro rouge du Charivari, véritable brûlot comportant en guise d’article une liste des hommes, femmes et enfants tués par la troupe et la Garde nationale depuis 1830. Il était accompagné d’une lithographie de Traviès ironiquement intitulée « Personnification du système le plus doux et le plus humain » (Le Charivari, 27 juillet 1835), où le corps des « patriotes » assassinés forme une image de Louis-Philippe de dos:22. Philipon sera accusé de « complicité morale » dans l’attentat.
Le 5 aout 1835, de nouvelles lois sur la presse sont présentées à la Chambre. Lors de la séance du 29 août, Thiers déclare : « Il n’y a rien de plus dangereux […] que les caricatures infâmes, les dessins séditieux, il n’y a pas de provocation plus directe aux attentats » (Le Moniteur universel, 30 aout 1835). La Caricature cesse de paraître. En novembre 1835, Le Charivari est vendu pour une somme dérisoire, mais Philipon en conserve la direction jusqu’en 1838. Dressant le bilan de ces cinq années, il écrira : « Je suis parti le 4 novembre 1830 du pays des illusions libérales et je suis arrivé en septembre 1835 dans le royaume des plus tristes réalités ».

## De la caricature politique à la satire de mœurs (après 1835)
Si les « lois de septembre » marquent la fin de la caricature politique dans sa version « véhémente », Philipon n’en reste pas moins actif. Outre la reparution de La Caricature devenue La Caricature provisoire (1838), appelée aussi la « Caricature non politique », il publie dans Le Charivari la série des Robert Macaire (1836-1838), le Musée pour rire : dessins pour tous les caricaturistes de Paris (1839-1840), Le Musée ou magasin comique de Philipon (1843), Paris comique (1844), Le Journal pour rire (1848-1855), devenu le Journal amusant en 1856, où le comique procède essentiellement de la satire de mœurs.

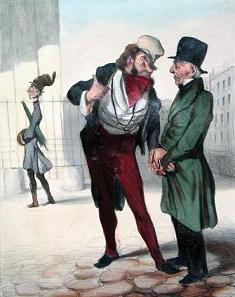
Robert Macaire agent d’affaires.

Le but de cette « bibliothèque pour rire » est de distraire et d’amuser à travers la création de « types sociaux » représentatifs, les physiologies, très prisées par le public. Les types les plus emblématiques furent illustrés notamment par Daumier (Ratapoil, Robert Macaire), Traviès (M.Mayeux), Henry Monnier (Joseph Prudhomme), Gavarni (Thomas Vireloque). La vogue des physiologies fut propice à la Maison Aubert : de février 1841 à août 1842, elle publia trente-deux physiologies différentes représentant les trois quarts de la production dans cette période.
Pour autant, il n’est pas toujours facile de démêler la satire sociale de la satire politique. À cet égard, la série des Robert Macaire est hautement significative. Composée et dessinée par Daumier sur les idées et légendes de Philipon, l’ensemble est réuni en volume sous le titre Les Cent et un Robert Macaire (1839). Les grands dessins sont réduits et accompagnés d’un texte comique et explicatif rédigé par les journalistes Maurice Alhoy et Louis Huart. Présenté emphatiquement comme un avatar de Don Quichotte et de Gil Blas, le personnage de Robert Macaire, en binôme avec le naïf Bertrand, incarne sous ses facettes et rôles multiples un type social caractérisé par le terme de « floueur », maître en filouterie en tous genres et emblème d’une société dominée par l’intérêt et l’affairisme (Marx se référera à Louis-Philippe comme à « Robert Macaire sur son trône »). Cette « haute comédie » qui offre de la société une image particulièrement cynique et impitoyable n’est pas sans rappeler la Comédie humaine de Balzac, dont elle serait en quelque sorte le pendant pour la caricature.
Dans cette même période, Philipon publie également Le Floueur (1850), première série de la Bibliothèque pour rire, le Musée anglo-français (1855-1857) en collaboration avec Gustave Doré, Aux prolétaires (avec Agénor Altaroche, 1838) et Parodie du Juif errant (avec Louis Huart, 1845), inspirée par l’œuvre d'Eugène Sue.

## Mort
Il est mort le 26 janvier 1862 d’une hypertrophie du cœur en son domicile, 20 rue Bergère dans le 9e arrondissement de Paris,. Il eut un fils adoptif, Eugène Philipon (1832-1874), devenu, en 1862, directeur du Journal amusant et de deux autres journaux illustrés, qui, pendant le siège de Paris, ne recula devant aucun sacrifice pour dérober à la misère le nombreux personnel placé sous sa direction.

#### Sources centrées sur Charles Philipon
- (en) David S Kerr, Caricature and French political culture, 1830-1848 : Charles Philipon and the illustrated press, Oxford, Clarendon Press, 2004 (1re éd. 2000), xii, 242 (ISBN 978-0-19-820803-7, lire en ligne).
- Martine Contensou, Balzac et Philipon associés, grands fabricants de caricatures en tous genres, Paris Musées, Maison de Balzac, 2001.
- (en) James Cuno, « Charles Philipon, La Maison Aubert, and the business of caricature in Paris, 1829-41 », Art Journal, vol. 4, no 353,‎ 1983, p. 347-354 (lire en ligne, consulté le 3 septembre 2017).

#### Autres sources
- Charles Baudelaire, Curiosités esthétiques VII. Quelques caricaturistes français.
- Léopold Carteret, Le Trésor du bibliophile romantique et moderne, 1801-1875, Paris, imp. Lahure, 1924-1928, 4 vol.
- Champfleury, Histoire de la caricature moderne, Paris, Édouard Dentu, 1870, xx-318, in-16 (OCLC 763923823, lire en ligne).
- Pierre Larousse, Grand dictionnaire universel du XIXe siècle : français, historique, géographique, mythologique, bibliographique, littéraire, artistique, scientifique, t. 12 P-POURP, Paris, Administration du grand Dictionnaire universel, 1874, 1556 p. (lire en ligne), p. 807.
- Charles Ledré, Histoire de la presse, Paris, Arthème Fayard, 1958 (OCLC 929695291, lire en ligne), p. 223.
- Louis Lévy, « De la fiabilité de l’image en histoire à partir des caricatures d’opinion du début de la monarchie de Juillet », Équipe Interdisciplinaire de Recherche sur l’Image Satirique,‎ 2001, p. 69-80 (lire en ligne, consulté le 3 septembre 2017).